# IC 2203
IC 2203 је спирална галаксија у сазвјежђу Близанци која се налази на листи објеката дубоког неба у Индекс каталогу.
Деклинација објекта је + 34° 13' 48" а ректасцензија 7h 40m 33,6s. Привидна величина (магнитуда) објекта IC 2203 износи 13,6 а фотографска магнитуда 14,3. IC 2203 је још познат и под ознакама UGC 3958, MCG 6-17-25, CGCG 177-42, KUG 0737+343, IRAS 07373+3420, PGC 21555.